# Vršatské bradlá
Vršatské bradlá este o arie protejată (arie specială de conservare — SAC, sit de importanță comunitară — SCI) din Slovacia întinsă pe o suprafață de 275,32 ha, integral pe uscat.

## Localizare
Centrul sitului Vršatské bradlá este situat la coordonatele 49°04′32″N 18°09′26″E / 49.075556°N 18.157222°E.

## Înființare
Situl Vršatské bradlá a fost declarat sit de importanță comunitară în aprilie 2004 pentru a proteja 1 specie de plante și 11 specii de animale. Situl a fost protejat și ca arie specială de conservare în martie 2004.

## Biodiversitate
Situată în ecoregiunea alpină, aria protejată conține 12 habitate naturale: Păduri de fag din Europa Centrală dezvoltate pe sol calcaros cu Cephalanthero-Fagion, Pante stâncoase calcaroase cu vegetație casmofită, Pajiști uscate seminaturale și facies de acoperire cu tufișuri pe substraturi calcaroase (Festuco-Brometalia) (* situri importante pentru orhidee), Pajiști carstice calcaroase sau bazofile, de Alysso-Sedion albi, Păduri pe pante, grohotișuri și ravene de Tilio-Acerion, Pajiști panonice carstice (Stipo-Festucetalia pallentis), Grohotișuri medio-europene calcaroase, de la nivel colinar și montan, Păduri de fag Asperulo-Fagetum, Peșteri inaccesibile publicului, Liziere de ierburi înalte hidrofile de câmpie și de nivel montan până la alpin, Păduri calcicole cu Pinus sylvestris din Carpații Occidentali, Pajiști uscate seminaturale și facies de acoperire cu tufișuri pe substraturi calcaroase (Festuco-Brometalia) (* situri importante pentru orhidee).
La baza desemnării sitului se află mai multe specii protejate:
- plante (1): Tephroseris longifolia subsp. moravica
- păsări (1): vultur pescar (Pandion haliaetus)
- amfibieni (1): izvoraș-cu-burta-galbenă (Bombina variegata)
- mamifere (4): liliac cu urechi mari (Myotis bechsteinii), liliac cărămiziu (Myotis emarginatus), liliac comun (Myotis myotis), liliacul mic cu potcoavă (Rhinolophus hipposideros)
- nevertebrate (5): Cucujus cinnaberinus, Euplagia quadripunctaria, rădașcă (Lucanus cervus), fluturele purpuriu (Lycaena dispar), Rosalia alpina

Pe lângă speciile protejate, pe teritoriul sitului au mai fost identificate 18 specii de plante, 4 specii de amfibieni, 11 specii de mamifere, 10 specii de nevertebrate, 4 specii de reptile.